# The Scientist
The Scientist is de tweede single van het album A Rush of Blood to the Head van de Britse rockgroep Coldplay. Er zijn verschillende versies uitgekomen van The Scientist. Zo is er een versie voor het Verenigd Koninkrijk/Europa, Nederland, Duitsland en Canada. Promo's kwamen uit in het Verenigd Koninkrijk en de Verenigde Staten.
De albumhoes is gemaakt door Sølve Sundsbø en bevat het gezicht van drummer Will Champion.
Het nummer is een ballad met veel pianospel van leadzanger en pianist Chris Martin. Na het eerste refrein komt de rest van de groep erbij.

## Nummers

### Cd-single
1. "The Scientist" (albumversie) - 5:11
2. "1:36" - 2:05

### Cd-maxi
1. "The Scientist" (albumversie) - 5:11
2. "1:36" - 2:05
3. "I Ran Away" - 4:26

### Dvd-single
1. "The Scientist" (edit) - 4:26
2. "The Scientist" (edit)(achterstevoren) - 4:26
3. "Lips Like Sugar" (live) en fotogalerij - 4:54
4. Interview

### Duitse cd-maxi
1. "The Scientist" (albumversie) - 5:11
2. "In My Place" (live) - 3:58
3. "1:36" - 2:05
4. "I Ran Away" - 4:26

Nummer 2 is opgenomen in Manchester op 11 oktober 2002.

### Engelse gelimiteerde editie 7"-vinyl
1. "The Scientist" (albumversie) - 5:11
2. "1:36" - 2:05
3. "I Ran Away" - 4:26

## Video
Voor de video van The Scientist heeft Chris Martin een maand lang de tekst achterstevoren geleerd.
De video is opgenomen in Londen en Surrey vlak voor de A Rush of Blood to the Head-tour. De video is geregisseerd door Jamie Thraves, die ook de video voor Just van Radiohead heeft gemaakt.
De Ierse actrice Elaine Cassidy komt ook in de clip voor.

## Hitnotering
| "The Scientist" in de Nederlandse Single Top 100 - binnen: 16-11-2002 | "The Scientist" in de Nederlandse Single Top 100 - binnen: 16-11-2002 | "The Scientist" in de Nederlandse Single Top 100 - binnen: 16-11-2002 | "The Scientist" in de Nederlandse Single Top 100 - binnen: 16-11-2002 | "The Scientist" in de Nederlandse Single Top 100 - binnen: 16-11-2002 | "The Scientist" in de Nederlandse Single Top 100 - binnen: 16-11-2002 |
| Week                                                                  | 1                                                                     | 2                                                                     | 3                                                                     | 4                                                                     |                                                                       |
| --------------------------------------------------------------------- | --------------------------------------------------------------------- | --------------------------------------------------------------------- | --------------------------------------------------------------------- | --------------------------------------------------------------------- | --------------------------------------------------------------------- |
| Nummer                                                                | 85                                                                    | 20                                                                    | 31                                                                    | 87                                                                    | uit                                                                   |

### NPO Radio 2 Top 2000
| Nummer met noteringen in de NPO Radio 2 Top 2000 | '09 | '10 | '11 | '12 | '13 | '14 | '15 | '16 | '17 | '18 | '19 | '20 | '21 | '22 | '23 | '24 |
| ------------------------------------------------ | --- | --- | --- | --- | --- | --- | --- | --- | --- | --- | --- | --- | --- | --- | --- | --- |
| The Scientist                                    | 84  | 89  | 39  | 34  | 29  | 36  | 35  | 41  | 39  | 45  | 46  | 61  | 72  | 58  | 61  | 72  |

1. ↑  Een vetgedrukt getal geeft de hoogste notering aan.
2. ↑  2009 was het eerste jaar met een notering voor dit nummer.